# Lutypha sclerotiophila
Lutypha sclerotiophila är en svampart som beskrevs av Khurana, K.S. Thind & Berthier 1977. Lutypha sclerotiophila ingår i släktet Lutypha och familjen trådklubbor.   Inga underarter finns listade i Catalogue of Life.